# Orthosia ferrirena
Orthosia ferrirena är en fjärilsart som beskrevs av Max Wilhelm Karl Draudt 1924. Orthosia ferrirena ingår i släktet Orthosia och familjen nattflyn. Inga underarter finns listade i Catalogue of Life.